# Johannes Jørgensen
Pour les articles homonymes, voir Jørgensen.

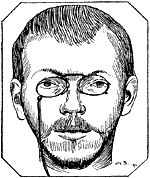
Giovanni Joergensen, dessin de Mogens Ballin (1894)

Jens Johannes Jørgensen ou Joergensen (6 novembre 1866 à Svendborg – 29 mai 1956 à Svendborg) est un écrivain danois, célèbre pour ses biographies de saints catholiques.

## Sa jeunesse
Johannes Joergensen est né en 1866 à Svendborg, sur l'île de Fionie. De famille protestante non pratiquante, doté d'un caractère mélancolique et grand amoureux de la nature, il rejoint à 16 ans le lycée Nørrebros de Copenhague. C'est dans cette ville qu'il commença à fréquenter des artistes. Il s'intéressa un temps à la théosophie et aux nihilistes russes et il était fasciné par Georg Brandes qui voulait dissiper les "ténèbres du christianisme"
Dès son enfance, il montre un grand intérêt pour la poésie qui lui permet d'exprimer ses rêves et ses pensées et qui reste toute sa vie son mode d'expression favori.
Devenu collaborateur et ensuite rédacteur de la revue Taarnet (Tour), il publie ses œuvres poétiques caractérisées par un langage métaphorique d'inspiration symboliste, se trouvant cependant en opposition avec les défenseurs de ce courant, parmi lesquels les frères Georg et Edvard Brandes, rédacteurs du quotidien liberal-radical Politiken, qui exprimaient des jugements très négatifs envers les poètes de Taarnet.

## Le biographe de François d'Assise
Sa rencontre avec le peintre Mogens Ballin, juif converti au catholicisme, le pousse à quitter le protestantisme : avec lui il se rend à Assise en 1894, où son admiration pour la vie et les œuvres de Saint François influencent sa poésie. Il lit alors Joris-Karl Huysmans et Maurice Maeterlinck. 
En 1902 il traduit les Fioretti en danois et l'année suivante il publie un livre où il décrit des sites franciscains de son parcours de pèlerin. En 1907, il publie la biographie de saint François d'Assise. Après les ouvrages de Paul Sabatier, le succès de cet ouvrage joue un rôle considérable dans l'engouement pour le Poverello dans le monde catholique et bien au-delà. Il lui vaut aussi d'être nommé citoyen d'honneur d'Assise en 1922 et de Svendborg en 1936. 
Il rédige d'autres biographies de saints, dont celles de Sainte Catherine de Sienne et de Saint Jean Bosco. Il reste toute sa vie très attaché à la nature, qu'il célèbre dans ses poèmes.

## Italien d'adoption
En 1913, il se sépare de sa femme Amalie Ewald, avec laquelle il a eu sept enfants, et en 1937, deux ans après la mort de celle-ci, il se remarie avec l'autrichienne Helena Klein et il s'installe à Assise qu'il ne quitte qu'entre 1943 et 1945 pour se rendre à Vadstena, en Suède pour travailler à sa biographie de sainte Brigitte de Suède. En 1952, il décide de retourner définitivement à Svendborg, où il vit jusqu'à sa mort, le 29 mai 1956 à l'âge de 90 ans. Il est enterré au cimetière de Svendborg.

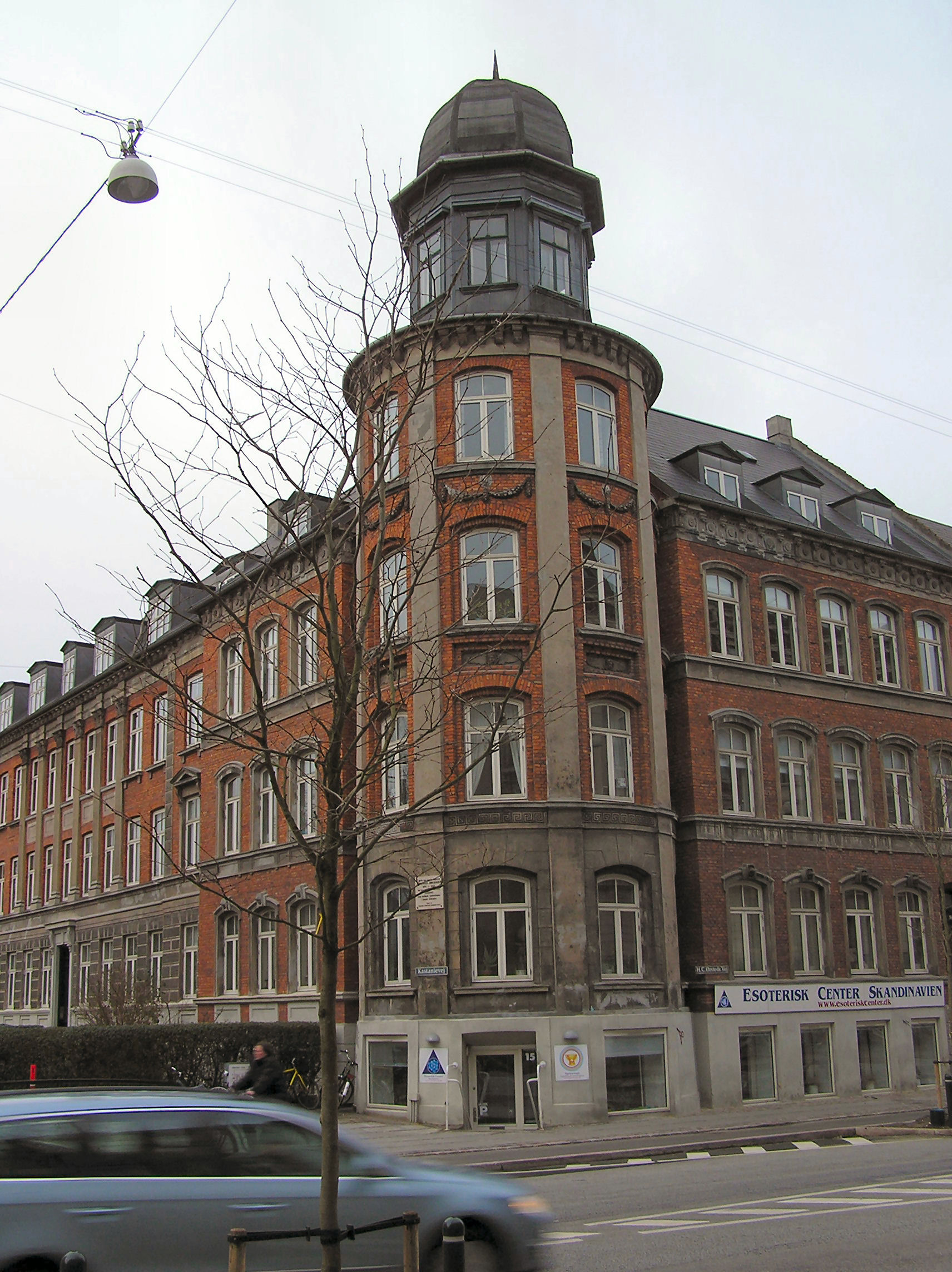
La maison avec la tour, de laquelle la revue 'Taarnet', en français 'La Tour', a tiré son nom

## Travaux
- Ove Klausen, Introduktion til Johannes Jørgensens forfatterskab, efterskift i Johannes Jørgensen, Tråden ovenfra. 1999.
- Stig Holsting og Oluf Schönbeck (red.), Fagerø. En antologi om Johannes Jørgensen og hans forfatterskab. 2006
- Teddy Petersen, Et menneske kommer derhen, hvor det vil. Biografi. 2006.  (ISBN 87-7887-391-6)
- Henrik Denman, Johannes Jørgensen litteraturen. Bøger og artikler på dansk 1893-2007. 2008
- W. Glyn Jones, Han blev aldrig italiener. Johannes Jørgensens forfatterskab. 2008.
- Giovanni Jørgensen e il francescanesimo : atti del XXXV Convegno internazionale, Assisi, 11-13 ottobre 2007 in occasione del cinquantesimo anniversario della morte, 1956-2006, organizzato dalla Società internazionale di studi francescani e dal Centro interuniversitario di studi francescani, Spoleto, Fondazione centro italiano di studi sull'Alto Medioevo, 2008.